# クウェートの国章
クウェートの国章（クウェートのこくしょう）は、1962年にそれまでの「ハヤブサと、交差する二本の国旗」の国章に代えて採用された。この国章は、翼を広げた金色の鷹と、その胸にクウェート国旗の図柄の盾が描かれ、アラビア語の正式国名（شعار الكويت）が上にアラビア文字で書かれている。
翼の中にある海の上のダウ船は、同じペルシャ湾岸のカタールの国章やアラブ首長国連邦の国章同様、海を通じた交易により栄えた海洋国家の伝統を表す。また金色のハヤブサは、預言者ムハンマドの出たクライシュ族のシンボル（クライシュの鷹）で、他のアラブ諸国の国章にも使われている。

1921年から1940年までの国章
1940年から1956年までの国章
1956年から1962年までの国章